# Томасуоли-Пуљијези (Кјети)
Томасуоли-Пуљијези (итал. Tomassuoli-Pugliesi) је насеље у Италији у округу Кјети, региону Абруцо.
Према процени из 2011. у насељу је живело 88 становника. Насеље се налази на надморској висини од 101 м.